# Karol Ferdynand Habsburg
Karol Ferdynand Habsburg (niem. Karl Ferdinand von Österreich, ur. 29 lipca 1818 w Wiedniu, zmarł 20 listopada 1874 w Židlochovicach) – arcyksiążę austriacki.

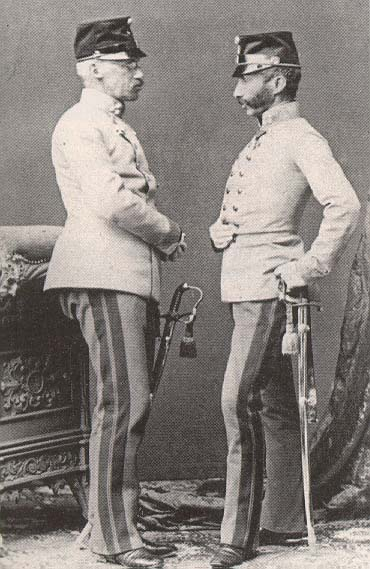
Arcyksiążę Karol Ferdynand (po prawej) z bratem arcyksięciem Albrechtem Fryderykiem

## Życiorys
Arcyksiążę Karol Ferdynand urodził się 29 lipca 1818 roku w Wiedniu. Był drugim synem arcyksięcia Karola Ludwika Habsburga zwycięzcy Napoleona w bitwie pod Aspern-Essling i Henrietty z Nassau-Weilburg oraz wnukiem cesarza Leopolda II i Marii Ludwiki Burbon, księżniczki hiszpańskiej.
Ojciec Karola Ferdynanda, arcyksiążę Karol Ludwik, był jednym ze współtwórców zwycięstwa koalicji nad Napoleonem. Być może był jedynym Habsburgiem, który zasługuje na taki opis: „rzeczywiście utalentowany strateg i sumienny student sztuki wojennej. Cesarz Franciszek I za zasługi wojenne podniósł go do godności księcia cieszyńskiego. Po śmierci dziedzictwo cieszyńskie objął brat Karola Ferdynanda, arcyksiążę Albrecht Fryderyk.
Syn „bohatera spod Aspern” rozpoczął karierę wojskową w 57. Pułku Piechoty w Brnie. Później otrzymał dowództwo Brygady we Włoszech i walczył z powstańcami w Pradze w 1848 roku. W 1859 stacjonował głównie na Morawach i na Śląsku. Następnie wrócił do Brna w 1860 roku. Został mianowany generałem kawalerii (niem. General der Cavallerie) armii austriackiej oraz szefem 51. Pułku Piechoty.

## Małżeństwo i rodzina
W 1854 ożenił się z arcyksiężniczką Elżbietą Franciszką Marią Austriacką (1831–1903). Mieli szóstkę dzieci:
- Franciszka Józefa (5–13 marca 1855),
- Fryderyka Marię Albrechta (1856–1936),
- Marię Krystynę (1858–1929), królową Hiszpanii,
- Karola Stefana (1860–1933),
- Eugeniusza (1863–1954), ostatniego świeckiego mistrza zakonu krzyżackiego
- Marię Eleonorę (19 listopada–9 grudnia 1864).

## Odznaczenia
Odznaczenia arcyksięcia Karola Ferdynanda to między innymi:
- Order Złotego Runa
- Kawaler Orderu Świętego Stefana
- Kawaler Orderu Świętego Józefa (Toskania)
- Order Świętego Andrzeja (Imperium Rosyjskie)
- Order Świętego Aleksandra Newskiego (Imperium Rosyjskie)
- Cesarski i Królewski Order Orła Białego (Imperium Rosyjskie)
- Order Świętej Anny I klasy (Imperium Rosyjskie)
- Order Orła Czarnego (Prusy)
- Order Orła Czerwonego I klasy (Prusy)
- Krzyż Wielki Orderu Świętego Huberta (Bawaria)
- Krzyż Wielki Orderu Korony Wirtemberskiej (Wirtembergia)
- Krzyż Wielki Orderu Świętego Ferdynanda i Zasługi (Sycylia)
- Krzyż Wielki Orderu Świętego Jerzego (Hanower)
- Krzyż Wielki Orderu Ludwika (Hesja)
- Krzyż Wielki Order Domowego i Zasługi (Oldenburg)
- Krzyż Wielki Orderu Henryka Lwa (Brunszwik)
- Order Domowy Nassauski Lwa Złotego (Nassau)